# Talita Te Flan
Talita Marie Te Flan, född 2 juni 1995, är en ivoriansk simmare.
Te Flan tävlade för Elfenbenskusten vid olympiska sommarspelen 2016 i Rio de Janeiro, där hon blev utslagen i försöksheatet på 800 meter frisim. Vid olympiska sommarspelen 2020 i Tokyo slutade Te Flan på 25:e plats av 26 simmare på 400 meter frisim och gick inte vidare till finalen.